# Moritz Basilico
Moritz Basilico (* 1994 in Starnberg) ist ein deutscher Schauspieler.

## Leben
Moritz Basilico wurde 1994 im bayrischen Starnberg geboren. Seine erste Filmrolle erhielt Basilico in der Liebeskomödie Ein Geschenk des Himmels von Olaf Kreinsen, die im Juni 2005 erstmals im deutschen Fernsehen gezeigt wurde. Im gleichen Jahr war er in dem Fernsehfilm Das beste Jahr meines Lebens, ebenfalls von Regisseur Olaf Kreinsen, in der Rolle von Moritz Vandenberg zu sehen. Ebenfalls 2005 spielte er in der Weihnachtskomödie Ausgerechnet Weihnachten von Gabriela Zerhau in einer Nebenrolle den Sohn von Hauptdarstellerin Aglaia Szyszkowitz und in dem Fernsehfilm Was für ein schöner Tag von Rolf Silber.

## Filmografie (Auswahl)
- 2005: Ein Geschenk des Himmels
- 2005: Ausgerechnet Weihnachten
- 2005: Was für ein schöner Tag
- 2005: Das beste Jahr meines Lebens